# Rutger Stuffken
Rutger Stuffken (Heerlen, 11 augustus 1947 – Hilversum, 22 november 2023) was een Nederlands roeier. Hij nam eenmaal deel aan de Olympische Spelen, maar won bij die gelegenheid geen medailles.

## Loopbaan
In 1972 maakt hij op 25-jarige leeftijd zijn olympisch debuut op de Olympische Zomerspelen 1972. Bij het roeionderdeel acht met stuurman was hij de stuurman. Via 6.13,03 in de eerste ronde en 6.31,70 in de halve finale moesten ze met een plek in de kleine finale genoegen nemen. Daar finishte ze derde in 6.23,55 en eindigden zodoende negende overall.
In zijn actieve tijd was hij aangesloten bij de Groningse studentenroeivereniging Aegir. Hij werd later apotheker. Rutger Stuffken overleed in 2023 op 76-jarige leeftijd.

## Palmares

### roeien (acht met stuurman)
- 1972: 3e B-finale OS - 6.23,55

Henk Rouwé · 
Jannes Munneke · 
Frank Mulder · 
Hans Huisinga · 
Jan van der Vliet · 
Herman Eggink · 
Bram Tuinzing · 
Pieter Hendrik Offens · 
Rutger Stuffken (stuurman)
- International Standard Name Identifier: 0000 0003 8741 5585
- Nederlandse Thesaurus van Auteursnamen: 304840238
- Virtual International Authority File: 280379215
- WorldCat: E39PBJpjhQ7Q7RPCWvByk8KGHC